# Erzsébet Márkus
Erzsébet Márkus-Peresztegi, née le 23 août 1969 à Sopron (Hongrie), est une haltérophile hongroise. Elle est médaillée d'argent aux Jeux de 2000.

## Carrière
Lors des Jeux olympiques d'été de 2000, Erzsébet Márkus-Peresztegi remporte la médaille d'argent en poids mi-moyens avec 242,5 kg soulevé, la même marque que la Chinoise Lin Weining, qui est plus légère et est donc médaillée d'or.

## Palmarès

### Jeux olympiques
- Jeux olympiques d'été de 2000 à Sydney ( Australie) :
  -  médaille d'argent en -69 kg

### Championnats du monde
- Championnats du monde d'haltérophilie 1999 à Athènes ( Grèce) :
  -  médaille de bronze en -69 kg

### Championnats d'Europe
- Championnats d'Europe d'haltérophilie 1998 à Riesa ( Allemagne) :
  -  médaille d'or en -69 kg
- Championnats d'Europe d'haltérophilie 1997 à Rijeka ( Croatie) :
  -  médaille d'argent en -69 kg